# Спрудник мигавац
Спрудник мигавац или шумски спрудник (лат. Tringa glareola) птица је селица из реда шљукарица. Име рода Tringa потиче од старогрчке речи trungas, која означава птицу која гази по блату и мрда репом горе-доле, док реч glareola је настала од латинске речи glarea (шљунак), што више одговара обојености птице, него месту за гнежђење.

## Опис
Дужина тела од врха репа до врха кљуна је од 18,5 до 21 центиметар, а распон крила је између 35 и 39 центиметара. Маса птице је од 34 до 98 грама. По облику тела највише одговара црвеноногом спруднику, али је за трећину мањи. Сличан је спруднику пијукавцу, али се од њега разликује по великим, белим пегама на леђима и крилима, белој обрви и дифузном прелазу смеђе у белу боју на грудима. Из даљине се лако примети да нема изражен контраст на грудима за разлику од пијукавца. Док лети поткриље му је светло, док је код спрудника пијукавца тамно, скоро црно. Врло лако се распознаје од осталих шљукарица по оглашавању.

## Распрострањење и станиште
Гнездећи ареал ове врсте обухвата Шкотску, Данску, северну Немачку и Пољску, Украјину, Белорусију, Балтичке државе и Скандинавију, целу Руску Федерацију са Сибиром и део држава централне Азије. Сели се преко целе Европе и Азије, а зимује у подсахарској Африци, Индији, Индокини, Аустралији и на Малајско-филипинском архипелагу.
Ова шљукарица је забележена у 172 државе света. Неке државе где је посматрана и адекватно документована на лутању су: Тринидад и Тобаго, Барбадос, Антигва и Барбуда, Никарагва, Гватемала, Света Луција и Еквадор.
Гнезди се у мешовитим шумским комплексима смрче, врбе и патуљасте брезе, на тресетиштима богатих маховином и влажним ливадама. У негнездећем периоду се среће на обалама језера, пиринчаним пољима, таложницима отпадних вода, али и у близини иригационих канала и плавних зона река. Веома је редак на обалама мора, али се може видети, не тако често, у делтама река и мочварама мангрова.

## Биологија
Исхрану спрудника мигавца великим делом чине инсекти, посебно водени. Најчешће су то врсте из фамилија Dytiscidae и Hydrophilidae и редова Hemiptera и Diptera и њихови развојни облици. Ван периода гнежђења се храни и пауцима, рачићима, пужевима, црвима, малим рибама (до 2cm) и жабама. Повремено се храни и семењем биљака.
Гнездо је сакривено у густој вегетацији, на бусену биљака, а може бити и на острвцима у барама и мочварама. Неретко јаја полаже у напуштена гнезда других птица као што су дроздови (Turdidae). Четири бледозелена јаја женка полаже од марта до маја.
Одрасле јединке које се нису гнездиле, почињу са сеобом већ у јуну, док парови са младима на овај опасан пут крећу крајем августа. На своја зимовалишта широм Африке стиже у периоду од августа до октобра. Током сеобе, доста птица са севера Европе, слеће на влажна станишта у Италији и Француској. Ту се оне одмарају и припремају за лет преко Сахаре и Средоземног мора. Крајем марта и почетком априла, спрудник мигавац полазе на своја вековна гнездилишта, на север Европе и Азије где ће стићи већ крајем априла. Током сеобе је расут у мање групе, али се неретко појављује и у већим јатима (20-50 јединки). Постоје случајеви када су током сеобе забележена јата и преко хиљаду јединки. Европска популација је стабилна и она броји од 763 000 до 1 520 000 гнездећих парова.

## Угроженост
У неким европским земљама као што је Финска, спрудника мигавца угрожава експлоатација тресета, сеча шума и пољопривреда. У јужној Шведској, Немачкој и Пољској бројност опада услед климатских промена. Подложан је птичјем ботулизму и маларији.

## Спрудник мигавац у Србији
У првој половини 20. века је сматран гнездарицом појединих бара у Србији, али те тврдње нису документоване квалитетним подацима. Сматра се широко распрострањеном и бројном пролазницом. Појављује се у свим типовима водених станишта широм Србије. Поједини примерци се задржавају током репродуктивног периода, али се данас, не сматра гнездарицом јер никад није пронађено гнездо, полог или младунци. Врло ретко се посматрају јата од више стотина примерака.